# Protocoldroid
Een protocoldroid is een droid uit het Star Wars-universum.
Deze mensachtige droids doen alles om de mens te helpen. Zij vertalen tussen leden van verschillende taalgemeenschappen, met name het Huttees en de taal van Astromechdroids. Ook kunnen ze te pas en te onpas informatie geven over bepaalde zaken en moeten ze kunnen oordelen of iets goed of slecht is. Hun gedaante, die veel weg heeft van een mens, moet vertrouwen wekken tussen mens en droid. Hun gezicht daarentegen moet emotieloos zijn.
Protocoldroids zijn niet gemaakt om te vechten. Ze zijn geprogrammeerd om weg te lopen bij gevaar, vooral om hun meester, de eigenaar van de droid, uit de gevarenzone te houden. Premiejager 4-LOM uit The Empire Strikes Back was door een fout in zijn programmering wel in staat was mensen kwaad te doen.

## Soorten
Er bestaan twee typen protocoldroid, de 3PO-reeks en de CZ-reeks. Deze twee fabrikanten zijn grote concurrenten, maar de 3PO-reeks is in elk opzicht beter en populairder.
- 4-LOM, een unicum, deze werd een premiejager. Hij ging in op de vraag van Darth Vader om de Millennium Falcon te vangen na de Slag om Hoth. Het gezicht bestaat uit lichtgevoelige sensoren die hem een insectachtig gezicht geven.

### 3PO
- C-3PO, de bekendste.
- K-3PO is wit, was gestationeerd op Echo Base. Tijdens de invasie door het Galactisch Keizerrijk werd hij vernietigd bij de Slag om Hoth.
- U-3PO

### CZ
- CZ-3, komt voor in de straten van Mos Eisley.